# Lydinolydella metallica
Lydinolydella metallica är en tvåvingeart som beskrevs av Townsend 1927. Lydinolydella metallica ingår i släktet Lydinolydella och familjen parasitflugor. Inga underarter finns listade i Catalogue of Life.